# Gregory Beylkin
Gregory Beylkin (16 de março de 1953) é um matemático russo.

## Formação e carreira
Estudou de 1970 a 1975 na Universidade Estatal de São Petersburgo, com o diploma em matemática em novembro de 1975. De 1976 a 1979 foi cientista pesquisador no Research Institute of Ore Geophysics, Leningrado. De 1980 a 1982 foi aluno de pós-graduação na Universidade de Nova Iorque, onde obteve um PhD, orientado por Peter Lax. De 1982 a 1983 foi associate research scientist no Instituto Courant de Ciências Matemáticas. De 1983 a 1991 trabalhou na Schlumberger-Doll Research em Ridgefield, Connecticut. É desde 1991 professor do Departamento e Matemática Aplicada da Universidade do Colorado em Boulder. É autor ou co-autor de mais de 100 artigos em periódicos referenciados.
Foi palestrante convidado do Congresso Internacional de Matemáticos em Berlim (1998: On multiresolution methods in numerical analysis).
Foi eleito fellow da American Mathematical Society em 2012 e fellow da Society for Industrial and Applied Mathematics em 2016.

## Patentes
- Beylkin, Gregory (26 de julho de 1988). «Seismic exploration using exactly invertible discrete transformation into tau-p space, U.S. Patent 4,760,563»
- Beylkin, Gregory (13 de setembro de 2007). «Method and Apparatus for Efficient Data Acquisition and Interpolation, U.S. Patent 20070214202A1»